# Vartan Malakian
Pour les articles homonymes, voir Malakian.
Vartan Malakian, né le 14 février 1947 à Mossoul en Irak, de parents arméniens, est un peintre contemporain, danseur et chorégraphe américain,,. Son fils, Daron Malakian, est le guitariste du groupe de metal alternatif System of a Down,.
Peintre minimaliste  et de pop art au style abstrait, certaines de ses œuvres ornent les guitares de son fils ou illustrent les pochettes des deux derniers albums de System of a Down Mezmerize et Hypnotize,, ainsi que sur l'album Scars on Broadway, réalisé par le groupe éponyme,,.

## Biographie

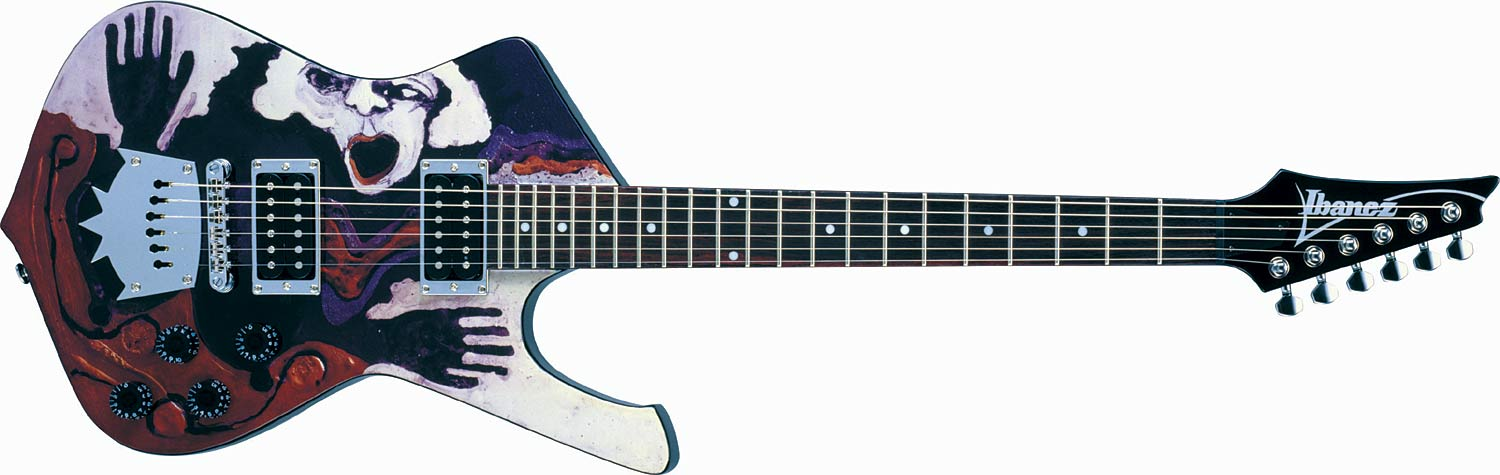
Exemplaire d'une Ibanez DMM1, guitare signature conçue pour Daron Malakian,, et customisée par V. Malakian.

En 1968, Vartan Malakian est promu chorégraphe en chef au sein de la troupe de danseurs nationale irakienne. Il devient, dans les années 1970 en Irak, l'un des chorégraphes les plus renommés de la communauté de danseurs.
En 1993, Malakian ouvre à Glendale, dans le comté de Los Angeles en Californie une boutique d'antiquités associée à une galerie d'art appelée Arka. Cet établissement conserve une centaine d'œuvres,.